# شركة القلم العالمية رينولدز
شركة رينولدز العالمية للقلم (بالإنجليزية: Reynolds International Pen Company)‏ أو ببساطة راينولدز (Reynolds). شركة أمريكية مختصة في صناعة الأقلام ومنها اللبدية.
تنتمي راينولدز للمجموعة الأمريكية نوال ريبار مايد Newell Rubbermaid.